# Puntzi Mountain Airport
Puntzi Mountain Airport är en flygplats i Kanada. Den ligger i den sydvästra delen av landet, 3 600 km väster om huvudstaden Ottawa. Puntzi Mountain Airport ligger 910 meter över havet.
Terrängen runt Puntzi Mountain Airport är huvudsakligen lite kuperad. Puntzi Mountain Airport ligger nere i en dal. Trakten runt Puntzi Mountain Airport är nära nog obefolkad, med mindre än två invånare per kvadratkilometer.. 
I omgivningarna runt Puntzi Mountain Airport växer i huvudsak barrskog.